# Jurek Becker

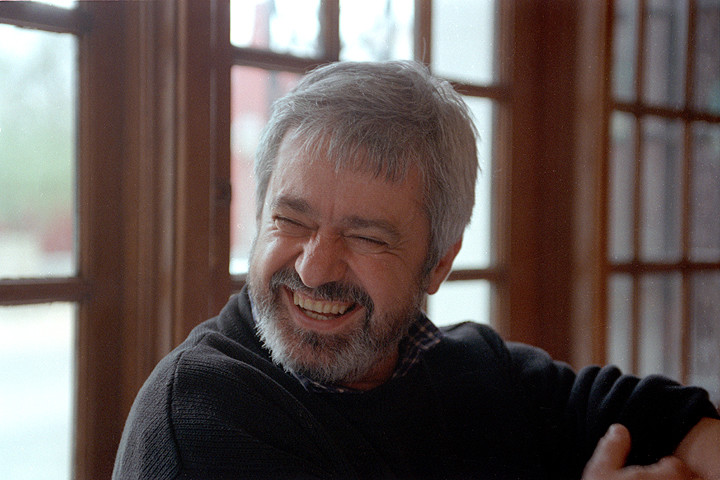
Jurek Becker, 1993

Jurek Becker (eigentlich Georg Becker, * vermutlich 30. September 1937 in Łódź, Polen als Jerzy Bekker; † 14. März 1997 in Sieseby, Schleswig-Holstein) war ein deutscher Schriftsteller, Drehbuchautor und DDR-Dissident.

## Leben

### Kindheit und Jugend
Jurek Becker wurde in Łódź in Polen geboren. Sein Geburtsdatum (30. September 1937) ist nicht verbürgt, da sein Vater ihn im Ghetto älter angab, als er war, um ihn vor der Deportation zu bewahren, und sich später nicht mehr genau an das richtige Geburtsdatum erinnern konnte. Möglicherweise war Becker einige Monate jünger.
Beckers Eltern waren Juden; sein Vater Max Becker, geborener Mieczyslaw Bekker (1900–1972), arbeitete als Angestellter und später als Prokurist in einer Textilfabrik. Nach dem deutschen Überfall auf Polen 1939 wurde Jurek Becker zusammen mit seinen Eltern ins Ghetto von Łódź deportiert. 1944 kam er mit seiner Mutter, Anette Bekker, zunächst in das KZ Ravensbrück und später nach Sachsenhausen bzw. ins KZ-Außenlager Königs Wusterhausen. Dort wurde er am 26. April 1945 durch die Rote Armee befreit.
Nach Kriegsende fand ihn sein Vater, welcher das KZ Auschwitz überlebt hatte, mit Hilfe der UNRRA wieder. Seine Mutter war – bereits in Freiheit – an Unterernährung gestorben, ungefähr 20 weitere Familienmitglieder waren umgebracht worden. Eine Tante, die vor dem Einmarsch der Deutschen in die Vereinigten Staaten von Amerika geflüchtet war, sowie Jurek und sein Vater Max waren die einzigen Überlebenden der Familie.
1945 zog Becker mit seinem Vater in die Lippehner Straße 5 (heute Käthe-Niederkirchner-Straße) nach Ost-Berlin. Diese Entscheidung begründete der Vater damit, dass in der sowjetischen Besatzungszone Antifaschisten an die Macht kamen und nirgends so gründlich gegen den Antisemitismus vorgegangen wurde wie an der Stelle, an der er die größte Ausprägung erfahren hatte. Max Becker unterschied auch später stark zwischen sich und den Deutschen.
Becker lebte nach 1945 in Ost-Berlin, unter anderem in einer Wohngemeinschaft mit Manfred Krug, den er seit 1957 kannte, in der Cantianstraße in Berlin-Prenzlauer Berg.
1955 machte Jurek Becker das Abitur und meldete sich anschließend freiwillig zwei Jahre zur Kasernierten Volkspolizei, dem Vorläufer der Nationalen Volksarmee. Außerdem wurde er Mitglied der FDJ. Gegen den Willen seines Vaters, der wollte, dass er Arzt würde, entschied er sich 1957 für das Studium der Philosophie in Berlin und wurde Mitglied der SED. 1960 ließ sich Becker vom Studium beurlauben und kam damit einer Entlassung durch die Universität zuvor, die seine häufigen „disziplinarischen Verstöße“ und seine „Haltung“ missbilligte und als „eines Studenten einer sozialistischen Universität unwürdig“ erachtete.

### Schriftsteller

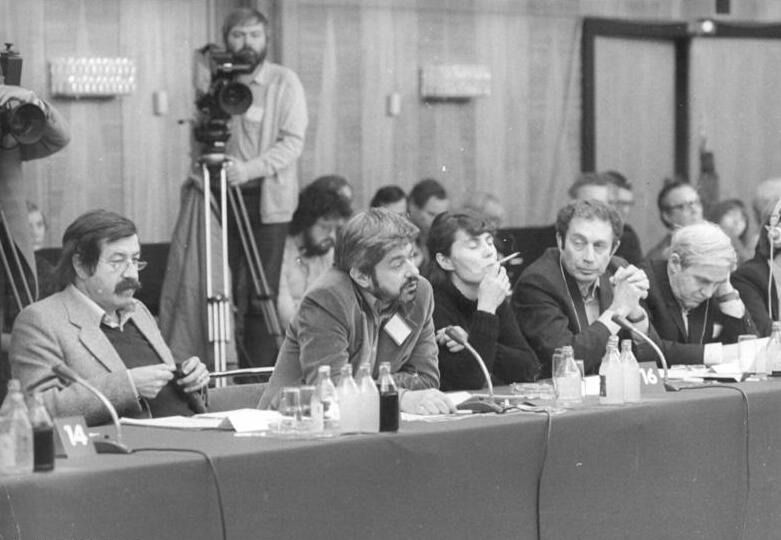
Jurek Becker (im Bild 2. v. links) auf der Podiumsdiskussion der (Ost-)„Berliner Begegnung zur Friedensförderung“, Dezember 1981, zusammen mit Günter Grass (links), Grigorij Baklanow (2. v. rechts) und Daniil Granin (rechts)

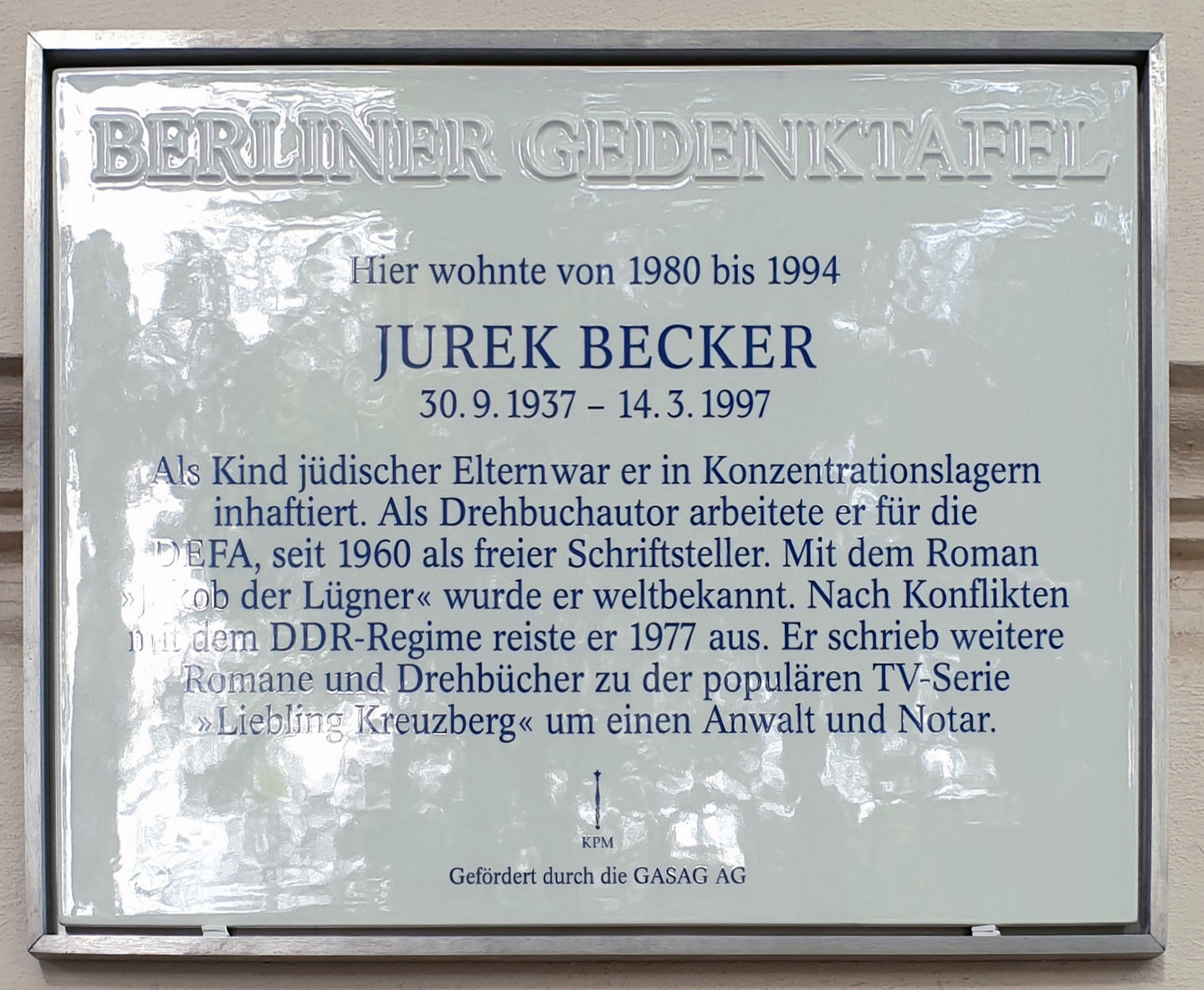
Berliner Gedenktafel am Haus, Hagelberger Straße 10C, in Berlin-Kreuzberg

1960 begann er ein kurzes Film-Szenarium-Studium im DDR-Filmzentrum Babelsberg und schrieb als freiberuflicher Schriftsteller mehrere Kabarett-Texte. Das Studium setzte er nicht fort. 1962 war er festangestellter Drehbuchautor bei der DEFA und schrieb einige Fernsehspiele und Drehbücher. Als 1968 sein Drehbuch Jakob der Lügner abgelehnt wurde, arbeitete er es zu seinem ersten Roman um, der 1969 erschien und 1974 doch noch verfilmt wurde. 1971 erhielt er in Ost-Berlin den Heinrich-Mann-Preis und in Zürich den Charles-Veillon-Preis.
Sein berühmtestes Buch, Jakob der Lügner, wurde bisher zweimal verfilmt. Die Verfilmung durch die DEFA war für den Oscar als bester ausländischer Film nominiert (1974, DEFA-Studio der DDR, Regie: Frank Beyer, Darsteller: Vlastimil Brodský, Erwin Geschonneck, Henry Hübchen).
1972 starb sein Vater. 1973 erschien sein zweiter Roman, Irreführung der Behörden. Außerdem wurde er in den Vorstand des Schriftstellerverbandes gewählt. 1974 erhielt er für Irreführung der Behörden den Literaturpreis der Freien Hansestadt Bremen und 1975 den Nationalpreis der DDR für Literatur II. Klasse. 1976 unterzeichnete der politisch engagierte Jurek Becker mit elf weiteren Schriftstellern einen Brief gegen die Ausbürgerung Wolf Biermanns, was mit dem Ausschluss aus der SED und aus dem Vorstand des Schriftstellerverbands der DDR bestraft wurde. Im gleichen Jahr erschien sein Roman Der Boxer.
1977 trat Jurek Becker aus Protest gegen den Ausschluss Reiner Kunzes aus dem Schriftstellerverband aus und zog mit Genehmigung der DDR-Behörden in den Westen. Dafür erhielt er von den DDR-Behörden ab 1977 zunächst ein für zwei Jahre, ab 1979 ein weiteres für zehn Jahre ausgestelltes Dauervisum. Es ermöglichte ihm, im Westen zu leben, aber dennoch bei Bedarf in die DDR einzureisen.
Seine Bücher, heute vor allem vom Suhrkamp-Verlag in Frankfurt am Main verlegt, wurden auch nach seiner Ausreise in der DDR im Hinstorff Verlag, Rostock, verlegt. So erschien 1983 „Aller Welt Freund“, 1986 „Erzählungen“ und 1987 „Bronsteins Kinder“.
Von 1978 bis 1984 erschienen zwei weitere Romane (Schlaflose Tage 1978 und Aller Welt Freund 1982) und eine Sammlung von Erzählungen (Nach der ersten Zukunft 1980). Jurek Becker war Gastprofessor an Universitäten (1978 am Oberlin-College in den Vereinigten Staaten, 1978/1979 an der Universität Essen und 1981 an der Universität Augsburg) und hielt mehrere Vorträge. 1983 wurde er ordentliches Mitglied der Deutschen Akademie für Sprache und Dichtung in Darmstadt.
1986 erschien der Roman Bronsteins Kinder. Außerdem begann er in diesem Jahr mit dem Verfassen der Drehbücher für die erfolgreiche Fernsehserie Liebling Kreuzberg, für die er 1987 zusammen mit Manfred Krug und Heinz Schirk mit dem Adolf-Grimme-Preis mit Gold und 1988 mit dem Adolf-Grimme-Preis mit Silber ausgezeichnet wurde. 1992 erschien Beckers letzter Roman Amanda herzlos.

### Privates

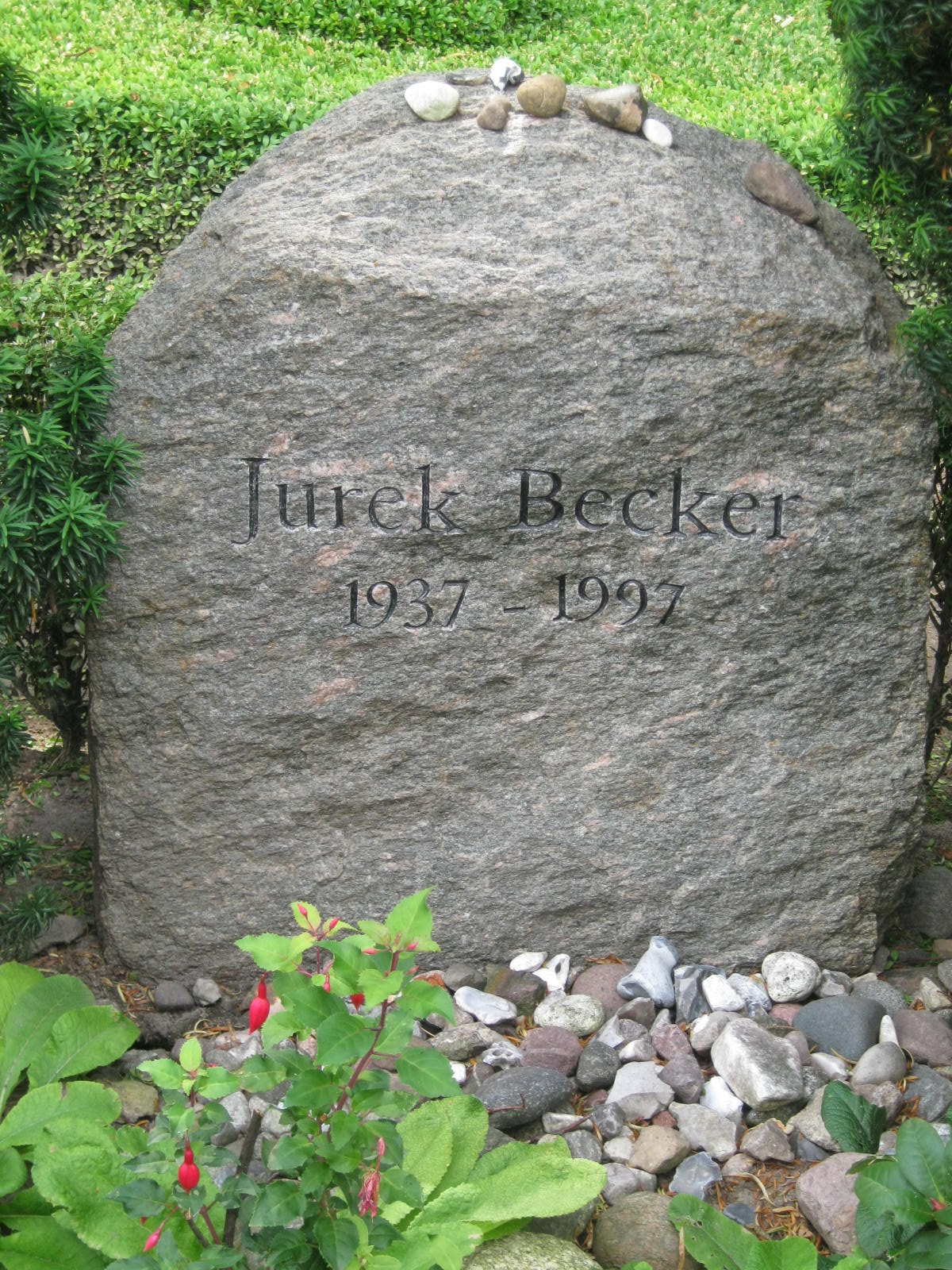
Grab von Jurek Becker auf dem Friedhof in Sieseby

Jurek Becker hat drei Söhne. Zwei mit seiner ersten Frau Erika, mit der er von 1961 bis 1977 verheiratet war, einen weiteren – Jonathan, geboren 1990 – mit seiner zweiten Frau Christine, die er 1983, 1982/1983 ausgezeichnet als Stadtschreiber von Bergen bzw. von Bergen-Enkheim, bei einer Lesung kennenlernte. Er war damals 45, sie 22 Jahre alt. Drei Jahre später heiratete das Paar, die Ehe bestand bis zu Beckers Tod.
Dazwischen war Becker von 1978 bis 1983 mit einer 1959 geborenen Studentin aus den USA liiert, mit der er jahrelang in einer Wohnung in Berlin-Kreuzberg zusammenlebte, während er – weiter ausgestattet mit einem DDR-Dauervisum – fester Bestandteil der West-Berliner Künstlerszene wurde.
Becker starb 1997 im Alter von 59 Jahren an Darmkrebs, der im Dezember 1995 im fortgeschrittenen Stadium diagnostiziert worden war. Sein Grab befindet sich auf seinen eigenen Wunsch auf dem Friedhof in Sieseby.

## Werke
- Jakob der Lügner. Roman. Aufbau, Berlin 1969; Suhrkamp, Berlin 2017, ISBN 978-3-518-46809-8.
- Irreführung der Behörden. Roman. Suhrkamp, Frankfurt am Main 1973, ISBN 3-518-36771-4.
- Der Boxer. Roman. Suhrkamp, Frankfurt am Main 1976, ISBN 3-518-37026-X.
- Schlaflose Tage. Roman. Suhrkamp, Frankfurt am Main 1978, ISBN 3-518-37126-6.
- Nach der ersten Zukunft. Erzählungen. Suhrkamp, Frankfurt am Main 1980, ISBN 3-518-02110-9.
- Aller Welt Freund. Roman. Suhrkamp, Frankfurt am Main 1982, ISBN 3-518-02120-6.
- Bronsteins Kinder. Roman. Suhrkamp, Frankfurt am Main 1986, ISBN 3-518-02577-5.
- Warnung vor dem Schriftsteller. Drei Vorlesungen in Frankfurt. Suhrkamp, Frankfurt am Main 1990, ISBN 3-518-11601-0.
- Amanda herzlos. Roman. Suhrkamp, Frankfurt am Main 1992, ISBN 3-518-40474-1.
- Die beliebteste Familiengeschichte und andere Erzählungen. Insel Verlag, Frankfurt am Main 1992, ISBN 3-458-34033-5.
- Ende des Größenwahns. Aufsätze, Vorträge. Suhrkamp, Frankfurt am Main 1996, ISBN 3-518-40757-0.
- Jurek Beckers Neuigkeiten an Manfred Krug & Otti. Postkarten an das Ehepaar Krug, hrsg. von Manfred Krug. Econ, Düsseldorf 1997, ISBN 3-430-11213-3.
- Ihr Unvergleichlichen. Briefe. Suhrkamp, Frankfurt am Main 2004, ISBN 3-518-41643-X.
- Lieber Johnny. Postkarten an seinen Sohn Jonathan. Ullstein, Berlin 2004, ISBN 3-550-07600-2.
- Mein Vater, die Deutschen und ich. Aufsätze, Vorträge, Interviews (hrsg. v. Christine Becker). Suhrkamp, Frankfurt am Main 2007, ISBN 978-3-518-41946-5.
- „Am Strand von Bochum ist allerhand los“: Postkarten. (hrsg. v. Christine Becker). Suhrkamp, Frankfurt am Main 2018, ISBN 978-3-518-42816-0.

## Drehbücher (Auswahl)
- 1961: Das Stacheltier: Mit der NATO durch die Wand – Regie: Peter Ulbrich
- 1962: Wenn ein Marquis schon Pläne macht (TV) – Regie: Peter Hagen [Drehbuch zusammen mit Hans Bergmann], Sendung: 27. Juni 1962
- 1962: Komm mit nach Montevideo (TV-Lustspiel mit Musik) – Regie: Fred Mahr [Drehbuch zusammen mit Kurt Belicke], Sendung: 16. Januar 1963
- 1962: Guten Morgen heißt Glückauf (TV) – Regie: Hugo Hartmann
- 1963: Gäste im Haus (TV) – Regie: Fred Mahr, Sendung: 21. Juli 1963
- 1964: Zu viele Kreuze (TV) – Regie: Ralph J. Boettner, Sendung: 10. März 1964
- 1965: Ohne Paß in fremden Betten – Regie: Vladimír Brebera
- 1967: Immer um den März herum (TV) – Regie: Fred Mahr [Drehbuch unter dem Pseudonym Georg Nikolaus, zusammen mit Klaus Poche], Sendung: 22. August 1967
- 1967: Mit 70 hat man noch Träume (TV) – Regie: Fred Mahr [Drehbuch unter dem Pseudonym Georg Nikolaus, zusammen mit Klaus Poche], Sendung: 23. November 1967
- 1968: Urlaub (TV) – Regie: Manfred Mosblech [Drehbuch unter dem Pseudonym Georg Nikolaus, zusammen mit Klaus Poche], Sendung: 12. März 1968
- 1969: Jungfer, sie gefällt mir – Regie: Günter Reisch
- 1970: Meine Stunde Null – Regie: Joachim Hasler
- 1972: Der Anfänger (TV)  – Regie: Percy Dreger, Sendung: 11. Juli 1972, DDR 1
- 1974: Jakob der Lügner – Regie: Frank Beyer
- 1977: Das Versteck – Regie: Frank Beyer
- 1979: David – Regie: Peter Lilienthal
- 1985–1997: Liebling Kreuzberg (TV-Serie), 1.–3. und 5. Staffel – Regie: Heinz Schirk, Werner Masten, Vera Loebner
- 1988: Der Passagier – Welcome to Germany – Regie: Thomas Brasch
- 1990: Neuner – Regie: Werner Masten
- 1991: Bronsteins Kinder – Regie: Jerzy Kawalerowicz
- 1994: Wir sind auch nur ein Volk (TV-Serie) – Regie: Werner Masten
- 1995: Wenn alle Deutschen schlafen (TV) – Regie: Frank Beyer

## Hörspiele (Auswahl)
- 1973: Jakob der Lügner, Bearbeitung: Wolfgang Beck, Regie: Werner Grunow, Rundfunk der DDR
- 1983: Rede und Gegenrede, Regie: Friedhelm Ortmann, WDR
- 1996: Das Märchen von der kranken Prinzessin (aus: Jakob der Lügner), Bearbeiterin: Bettina Baumgärtel, Regie: Justyna Buddeberg-Mosz, Bayerischer Rundfunk
- 2002: Jakob der Lügner, Bearbeitung: Georg Wieghaus, Regie: Claudia Johanna Leist, WDR

## Tonträger
- Jurek Becker liest Jakob der Lügner. 1976, Vinyl-Langspielplatte, VEB Deutsche Schallplatten Litera 8 65 211 (Audiokassette, 1998, ISBN 3-89584-427-6; Audio-CD, 2007, ISBN 978-3-86717-113-7).
- Jurek Beckers Neuigkeiten an Manfred Krug und Otti, Lesung mit Manfred Krug, Roof Music, Bochum 2005, ISBN 3-936186-81-2 (2 CDs).
- „Vernarrtsein in Worte, Verliebtsein in Sprache…“. der Hörverlag, 2009, ISBN 978-3-86717-430-5 (Prosa, Reden und Interviews).
- Irreführung der Behörden, gelesen von Matthias Matschke, Regie: Matthias Thalheim, mp3CD, 7h 09min, Der Audio Verlag 2021, ISBN 978-3-7424-2159-3

## Auszeichnungen und Ehrungen
- 1971: Heinrich-Mann-Preis und Charles-Veillon-Preis
- 1974: Literaturpreis der Freien Hansestadt Bremen
- 1975: Nationalpreis der DDR II. Klasse für Kunst und Literatur
- 1982/83: Stadtschreiber von Bergen-Enkheim
- 1987: Adolf-Grimme-Preis mit Gold für die 3. Folge von Liebling Kreuzberg (zusammen mit Heinz Schirk und Manfred Krug)
- 1988: Adolf-Grimme-Preis mit Silber für die gesamte Serie Liebling Kreuzberg (zusammen mit Heinz Schirk und Manfred Krug)
- 1988: Telestar
- 1988: Goldener Gong für Liebling Kreuzberg
- 1990: Bayerischer Fernsehpreis für Liebling Kreuzberg zusammen mit Werner Masten und Manfred Krug
- 1990: Hans-Fallada-Preis der Stadt Neumünster
- 1991: Bundesfilmpreis – Filmband in Gold
- 1992: Bundesverdienstkreuz
- Am 13. September 2022 wurde in Berlin-Kreuzberg für ihn eine Berliner Gedenktafel angebracht.[10][11]

### Übersichten und Einführungen
- Kurt Böttcher (Gesamtredaktion): Lexikon deutschsprachiger Schriftsteller von den Anfängen bis zur Gegenwart. VEB Bibliographisches Institut Leipzig, 1974; Band 1, S. 57/58

- Becker, Jurek. In: Walter Habel (Hrsg.): Wer ist wer? Das deutsche Who’s who. 24. Ausgabe. Schmidt-Römhild, Lübeck 1985, ISBN 3-7950-2005-0, S. 68.
- Holger Jens Karlson: Jurek Becker. Bausteine zu einer Schriftstellerbiographie. 1994. In: Berliner Hefte zur Geschichte des literarischen Lebens. 3, 2000, S. 7–80.
- [Eintrag] Jurek Becker. In: Heinz Ludwig Arnold (Hrsg.): Kindlers Literatur Lexikon. 3., völlig neu bearbeitete Auflage. 18 Bde. Metzler, Stuttgart 2009, ISBN 978-3-476-04000-8, Bd. 2, 229f. [Biogramm, Werkartikel zu Jakob der Lügner, Der Boxer und Bronsteins Kinder von Gertraude Wilhelm].
- Andreas Kölling, Leonore Krenzlin: Becker, Jurek. In: Wer war wer in der DDR? 5. Ausgabe. Band 1. Ch. Links, Berlin 2010, ISBN 978-3-86153-561-4.
- Thomas Diecks: Becker, Jurek, in: NDB-online, veröffentlicht am 4. Oktober 2023

### Biographien
- Sander L. Gilman: Jurek Becker. Die Biographie. Aus dem Englischen von Michael Schmidt. Ullstein, Berlin 2004, ISBN 978-3-548-60458-9.
- Olaf Kutzmutz: Jurek Becker. Suhrkamp, Frankfurt am Main 2008, ISBN 978-3-518-18232-1.

### Sammelbände
- Karin Graf, Ulrich Konietzny (Hrsg.): Jurek Becker. Werkheft Literatur, Iudicium 1991, ISBN 3-89129-068-3.
- Irene Heidelberger-Leonard (Hrsg.): Jurek Becker. Suhrkamp, Frankfurt am Main 1992, ISBN 3-518-38616-6.
- Heinz Ludwig Arnold (Hrsg.): Jurek Becker. In: Text + Kritik. Band 116, 1992, ISBN 3-88377-416-2.
- Karin Kiwus (Hrsg.): „Wenn ich auf mein bisheriges zurückblicke, dann muß ich leider sagen“. Dokumente zu Leben und Werk aus dem Jurek-Becker-Archiv. Akademie der Künste, Berlin 2002, ISBN 3-88331-064-6.
- Olaf Kutzmutz (Hrsg.): Der Grenzgänger. Zu Leben und Werk Jurek Beckers. Wolfenbüttel 2012, ISBN 978-3-929622-53-9.
- Jurek Becker: Der Verdächtige. In: Günter Lange (Hrsg.): Texte und Materialien für den Unterricht. Deutsche Kurzgeschichten II. Reclam, Stuttgart 1989, ISBN 3-15-015013-2, S. 83–92.
- Alexander Kulpok: SFB, mon amour. Die Geschichte des Sender Freies Berlin, 1954-2003. Vergangenheitsverlag, Berlin 2019/2020, ISBN 978-3-86408-245-0

### Sonstiges
- Jennifer L. Taylor: Writing as Revenge: Jewish German Identity in Post-Holocaust German Literary Works, Reading Survivor Authors Jurek Becker, Edgar Hilsenrath and Ruth Klüger. UMI, Ann Arbor, MI 1995, DNB 957132182 (Dissertation Cornell University Ithaka, NY 1998).
- Herlinde Koelbl: Jurek Becker. In: Herlinde Koelbl, Maike Tippmann: Im Schreiben zu Haus – Wie Schriftsteller zu Werke gehen – Fotografien und Gespräche. Knesebeck, München 1998, ISBN 3-89660-041-9, S. 16–21 (Fotodokumentation und Interview zu Beckers Arbeitsplatz, persönlichem Umfeld und seiner Arbeitsweise).
- Joanna Obrusnik: Jurek Becker. Geborener Jude, selbsternannter Atheist, deutscher Schriftsteller (= Jüdische Miniaturen. Band 12). Stiftung Neue Synagoge Berlin, Centrum Judaicum, Hentrich & Hentrich, Teetz 2004, ISBN 978-3-933471-57-4.
- Beate Müller: Stasi – Zensur – Machtdiskurse. Publikationsgeschichten und Materialien zu Jurek Beckers Werk (= Studien und Texte zur Sozialgeschichte der Literatur. Band 110). Niemeyer, Tübingen 2006, ISBN 3-484-35110-1.[12]
- Olaf Kutzmutz: Lektüreschlüssel. Jurek Becker: Jakob der Lügner. Reclam, Stuttgart 2004, ISBN 978-3-15-015346-8.
- Olaf Kutzmutz: Jurek Becker: Jakob der Lügner. Interpretationen. Reclam, Stuttgart 2009, ISBN 978-3-15-950053-9.
- Pòl Ò Dochartaigh: Intimacy and Alienation: Yiddish in the Works of Jurek Becker, in: Joseph Sherman, Ritchie Robertson: The Yiddish presence in European literature : inspiration and interaction; selected papers arising from the Fourth and Fifth Mendel Friedman conferences in Yiddish. Oxford : Legenda, 2005, S. 99–107